# 巢式聚合酶链式反应

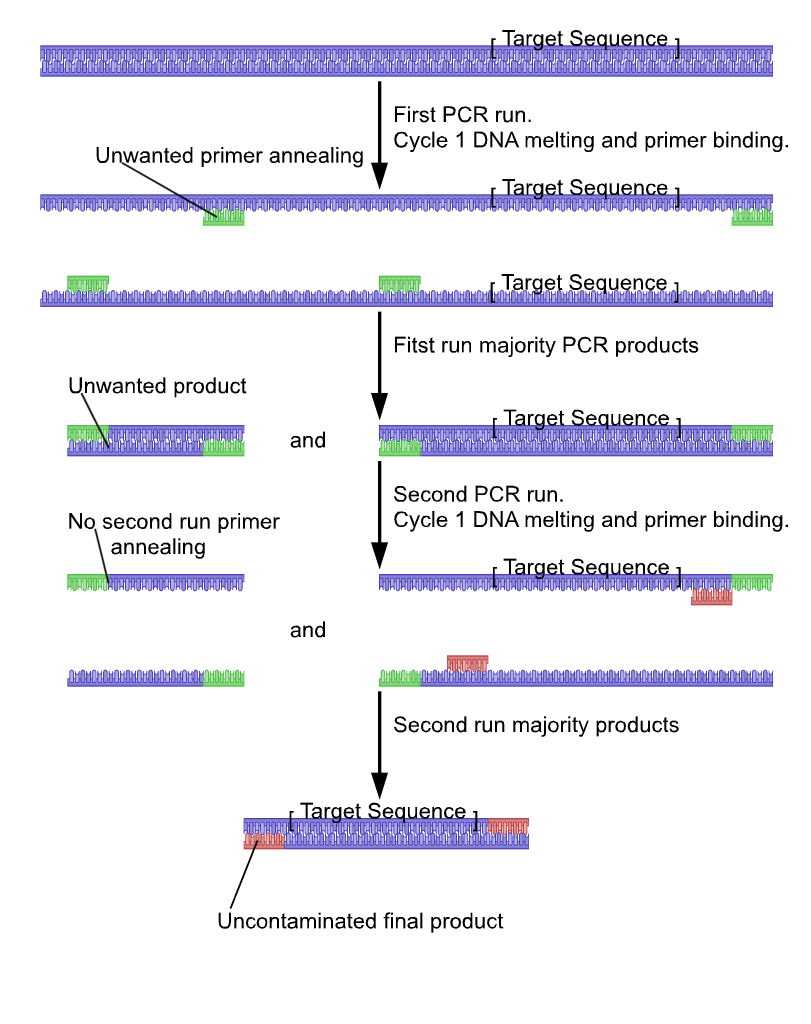
图解巢式PCR方法

巢式聚合酶链式反应 （ Nested PCR ）是对聚合酶链式反应的一种改进，旨在减少意外引物结合位点的扩增导致的产物中的非特异性结合。 

## 聚合酶链式反应
聚合酶链式反应本身是通过温度介导的DNA聚合酶扩增DNA样品的过程。该产品可用于测序或分析，该过程是许多遗传学研究实验室的重要组成部分，也用于法医和其他人类遗传病例的DNA指纹识别。常规PCR需要与靶DNA末端互补的引物。PCR产生的产物量随反应所经历的温度循环次数而增加。常见的问题是引物与DNA的不正确区域结合，产生意想不到的产物。该问题发生的可能性随PCR循环次数的增加而增大。

## 引物
巢式聚合酶链式反应涉及两组引物，用于连续两次进行的聚合酶链式反应，第二组引物用于扩增第一批产物中的次级靶标。这样可以在第一轮扩增时进行少量扩增，从而限制非特异性产物。第二组嵌套引物应仅从第一轮扩增中扩增目标产物，而不扩增非特异性产物。这样可以运行更多的总周期，同时最大程度地减少非特异性产物。这对于罕见模板或高背景的PCR非常有用。